# Imre Csáky
Graaf Imre Csáky de Körösszeg et Adorján (Szepesmindszent, 16 februari 1882 – Santa Cruz de Tenerife, 22 mei 1961) was een Hongaars politicus, die diende als Hongaars minister van Buitenlandse Zaken in 1920. 

## Biografie
Hij stamde uit het adelsgeslacht Csáky en zijn vader was Albin Csáky, voormalig minister van Onderwijs.
Na zijn studies aan de Oriëntaalse Academie (later Consulaire Academie) in Wenen ging Csáky in diplomatieke dienst en was gestationeerd in Dresden, Sint-Petersburg, Berlijn, Boekarest en Warschau. Hij was actief bij de onderhandelingen over de Vrede van Brest-Litovsk en het Verdrag van Boekarest. Hij was ook een lid van de Hongaarse vredesdelegatie in 1920 bij het Verdrag van Trianon. Hierbij voerde hij onder andere onderhandelingen met Maurice Paléologue, de Franse secretaris-generaal van het ministerie van Buitenlandse Zaken.
In september dat jaar werd hij aangesteld als minister van Buitenlandse Zaken in de regering-Teleki I, maar hij nam twee maanden later alweer ontslag. Na de val het Horthy-regime werd Csáky vervolgd en tijdens het communistische regime dat hierop volgde bracht hij vele jaren in gevangenschap door. Hij stierf op de Canarische Eilanden, onderweg naar zijn ballingsoord Venezuela.